# Compactación del suelo

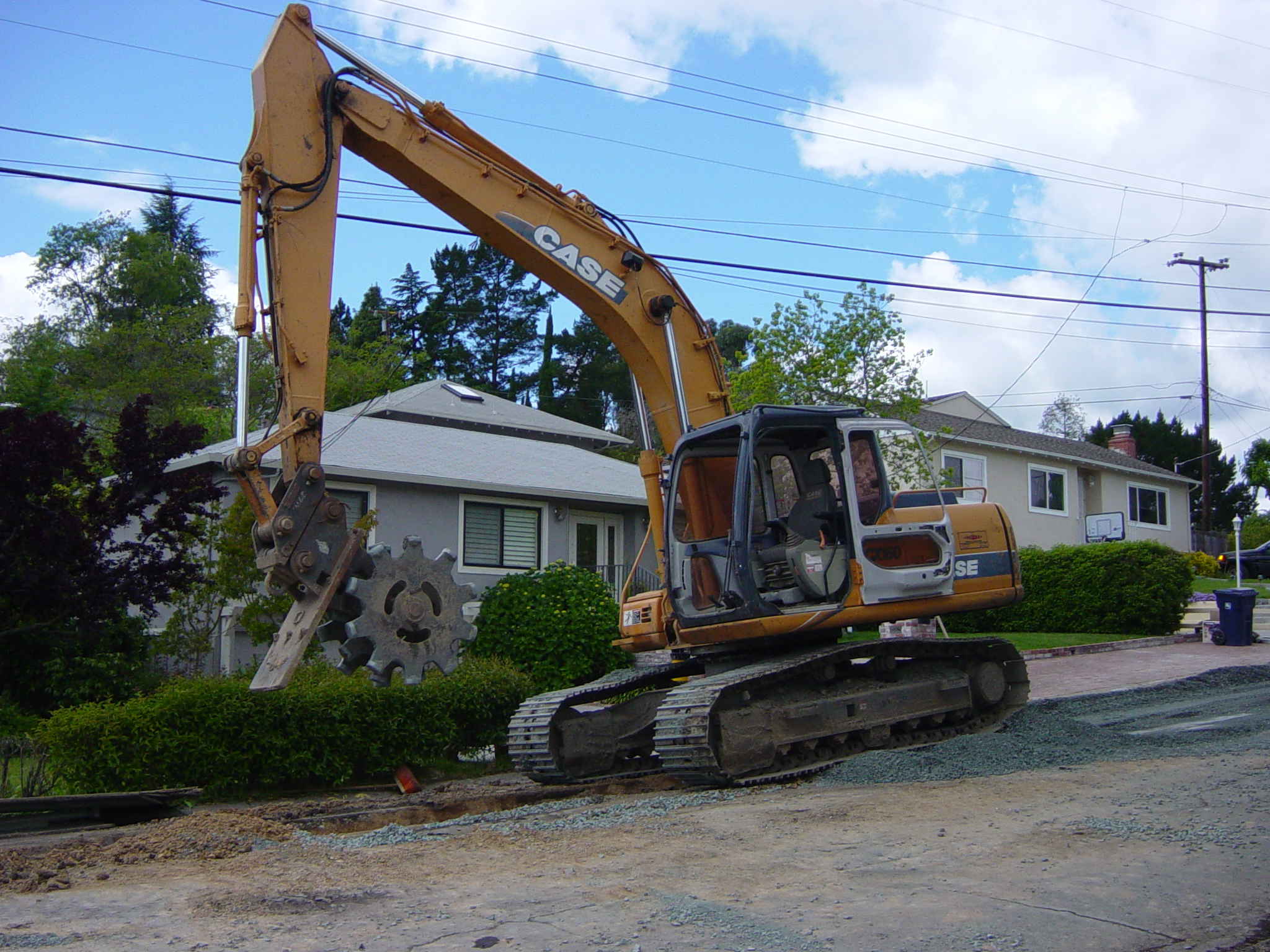
Una retroexcavadora de oruga está equipada con un rodillo estrecho de pata de oveja para compactar el relleno sobre la tubería de alcantarillado recién colocada, formando un soporte estable para una nueva superficie de la carretera.

la compactación del suelo es el proceso por el cual un esfuerzo aplicado a un suelo causa densificación a medida que el aire se desplaza de los poros entre los granos del suelo. 
Cuando se aplica un esfuerzo que causa la densificación debida al agua (u otro líquido) que se desplaza entre los granos del suelo, se produce la consolidación, no la compactación. Normalmente, la compactación es el resultado de maquinaria pesada que comprime el suelo, pero también puede ocurrir, por ejemplo, debido al paso de animales.
En la ciencia del suelo y la agronomía, la compactación del suelo suele ser una combinación de compactación y consolidación de ingeniería, por lo que puede ocurrir debido a la falta de agua en el suelo, siendo la succión interna debida a la evaporación del agua y al paso de animales.
Los suelos afectados se vuelven menos capaces de absorber las precipitaciones, lo que aumenta la escorrentía y la erosión. Las plantas tienen dificultades en el suelo compactado porque los granos minerales se presionan entre sí, dejando poco espacio para el aire y el agua, que son esenciales para el crecimiento de las raíces.
Los animales de madriguera también lo encuentran en un ambiente hostil, porque el suelo más denso es más difícil de penetrar. La capacidad de un suelo para recuperarse de este tipo de compactación depende del clima, la mineralogía y la fauna. Los suelos con alta capacidad de contracción-hinchamiento, como los vertisoles, se recuperan rápidamente de la compactación, donde las condiciones de humedad son variables (los períodos de sequía reducen el suelo y provocan su agrietamiento). Pero las arcillas que no se agrietan cuando se secan no pueden recuperarse de la compactación por sí mismas a menos que alberguen animales que viven en el suelo, como las lombrices de tierra.

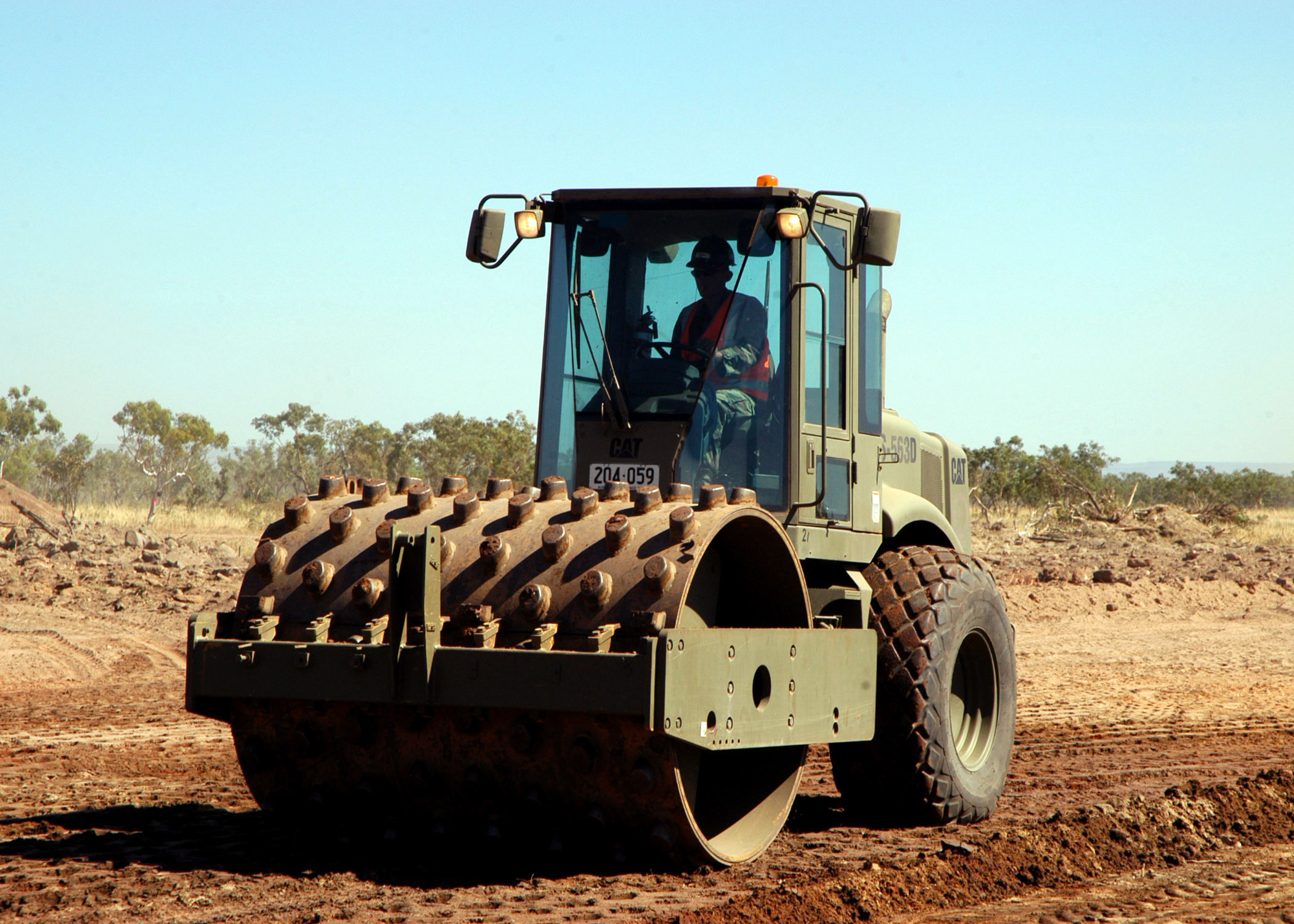
Un compactador / rodillo equipado con un tambor de pata de caballo, operado por los EE. UU. Seabees Marina.

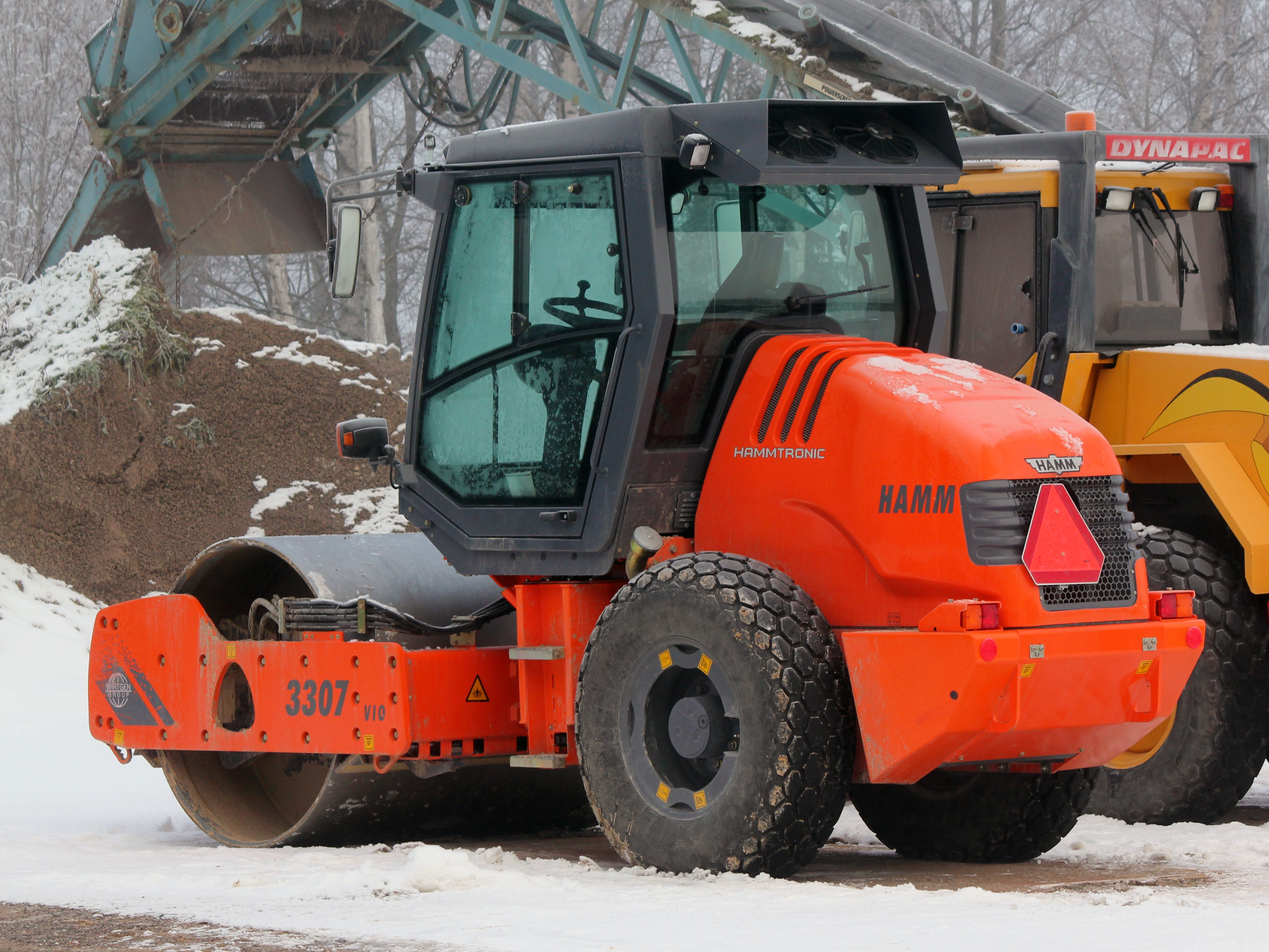
Un rodillo vibratorio Hamm con tambor simple utilizado para compactar asfalto y suelos granulares.

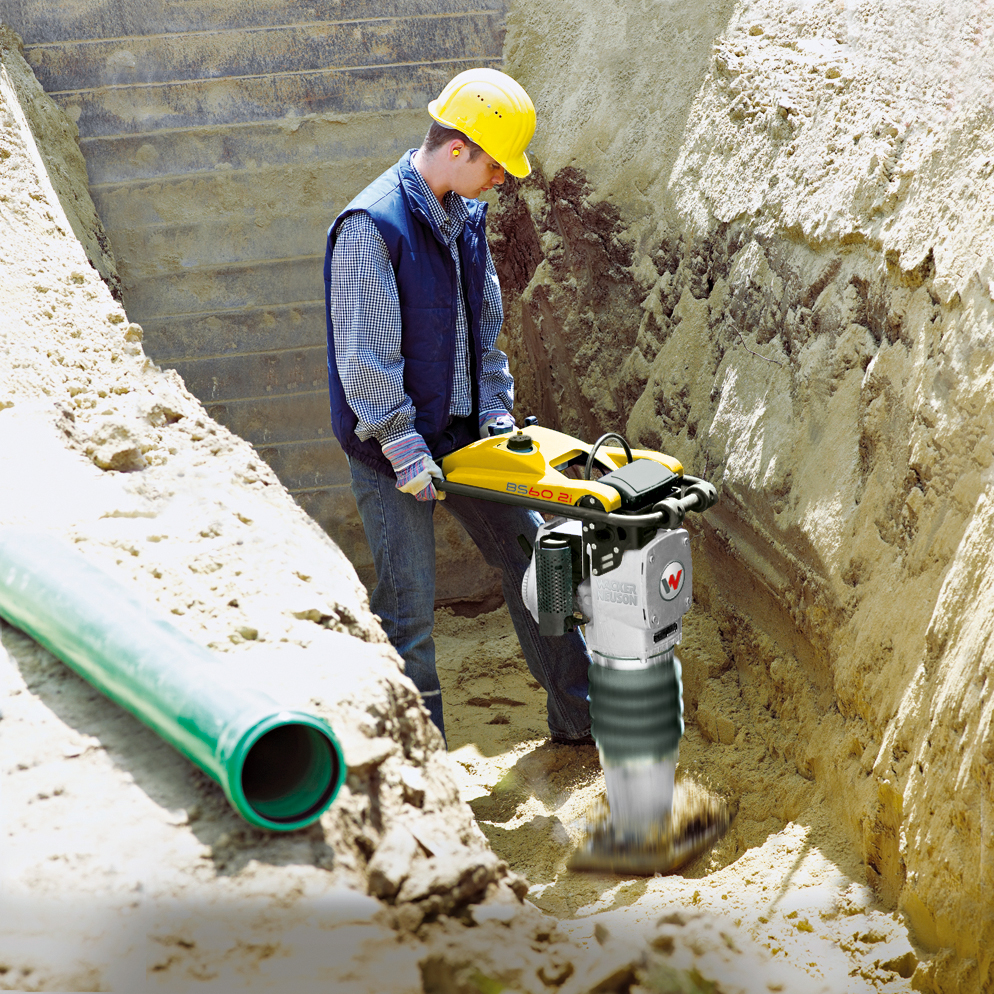
Apisonadora vibratoria Wacker Neuson BS 60-2i en acción.

## En construcción
La compactación del suelo es una parte vital del proceso de construcción. Se usa para dar soporte a entidades estructurales, como cimientos de edificios, caminos, pasillos y estructuras de retención de tierra, por nombrar algunos. Para un tipo de suelo dado, ciertas propiedades pueden considerarlo más o menos deseable realizar adecuadamente para una circunstancia particular. En general, el suelo preseleccionado debe tener la resistencia adecuada, ser relativamente incompresible para que el asentamiento futuro no sea significativo, sea estable frente al cambio de volumen ya que el contenido de agua u otros factores varían, sea duradero y seguro contra el deterioro, y posea la permeabilidad adecuada. 
Cuando un área se va a llenar o rellenar, el suelo se coloca en capas llamadas elevadores. La capacidad de las primeras capas de relleno para compactarse adecuadamente dependerá de la condición del material natural que se cubra. Si el material inadecuado se deja en su lugar y se rellena, se puede comprimir durante un período prolongado bajo el peso del relleno de tierra, causando grietas de asentamiento en el relleno o en cualquier estructura soportada por el relleno. Para determinar si el suelo natural soportará las primeras capas de relleno, un área puede ser corregida. El rebobinado consiste en utilizar una pieza de equipo de construcción pesada (por lo general, equipo de compactación pesado o equipo de arrastre) para pasar por el sitio de llenado y observar si hay desvíos. Estas áreas estarán indicadas por el desarrollo de celosía, bombeo o tendido de tierra.
Para asegurar que se logre una compactación adecuada del suelo, las especificaciones del proyecto indicarán la densidad del suelo requerida o el grado de compactación que se debe lograr. Estas especificaciones generalmente son recomendadas por un ingeniero geotécnico en un informe de ingeniería geotécnica.
El tipo de suelo, es decir, las distribuciones granulométricas, la forma de los granos del suelo, la gravedad específica de los sólidos del suelo y la cantidad y tipo de minerales arcillosos presentes, tienen una gran influencia sobre el peso máximo de la unidad seca y el contenido óptimo de humedad. También tiene una gran influencia sobre cómo deben compactarse los materiales en situaciones determinadas. La compactación se logra mediante el uso de equipos pesados. En arenas y gravas, el equipo generalmente vibra, para causar la reorientación de las partículas del suelo a una configuración más densa. En limos y arcillas, se usa con frecuencia una apisonadora para crear pequeñas zonas de corte intenso, que expulsa el aire del suelo.
La determinación de la compactación adecuada se realiza determinando la densidad in situ del suelo y comparándolo con la densidad máxima determinada por una prueba de laboratorio. La prueba de laboratorio más comúnmente utilizada se llama ensayo de compactación Proctor y hay dos métodos diferentes para obtener la densidad máxima. Son las pruebas Proctor estándar y Proctor modificado; el Proctor modificado se usa más comúnmente. Para represas pequeñas, el Proctor estándar aún puede ser la referencia.
Mientras que el suelo debajo de las estructuras y pavimentos necesita ser compactado, es importante después de la construcción descompactar las áreas para que sean ajardinadas para que la vegetación pueda crecer.   

### Métodos de compactación
Hay varios medios para lograr la compactación de un material. Algunos son más apropiados para la compactación del suelo que otros, mientras que algunas técnicas solo son adecuadas para suelos particulares o suelos en condiciones particulares. Algunos son más adecuados para la compactación de materiales que no son del suelo, como el asfalto. En general, aquellos que pueden aplicar cantidades significativas de corte, así como el esfuerzo de compresión, son más efectivos.
Las técnicas disponibles pueden ser clasificadas como: 
1. Estático: un gran esfuerzo se aplica lentamente al suelo y luego se libera.
2. Impacto: el esfuerzo se aplica al dejar caer una gran masa sobre la superficie del suelo.
3. Vibración: se aplica un esfuerzo de manera repetida y rápida a través de una placa o un martillo accionados mecánicamente. A menudo se combina con compactación rodante (ver a continuación).
4. Giros: un esfuerzo estático se aplica y mantiene en una dirección mientras el suelo está sujeto a un movimiento giratorio alrededor del eje de carga estática. Limitado a aplicaciones de laboratorio.
5. Balanceo: se hace rodar un cilindro pesado sobre la superficie del suelo. Comúnmente utilizado en campos de deportes. Los compactadores de rodillos suelen estar equipados con dispositivos vibratorios para mejorar su efectividad.
6. Amasamiento: el corte se aplica alternando el movimiento en posiciones adyacentes. Un ejemplo, combinado con la compactación por laminación, es el rodillo de "pata de gallo" utilizado en la compactación de residuos en vertederos.

### Métodos de prueba en laboratorio
Los compactadores de suelo se utilizan para realizar métodos de prueba que cubren los métodos de compactación de laboratorio utilizados para determinar la relación entre el contenido de agua de moldeo y el peso unitario seco de los suelos. El suelo colocado como relleno de ingeniería se compacta a un estado denso para obtener propiedades de ingeniería satisfactorias tales como resistencia al corte, compresibilidad o permeabilidad. Además, los suelos de cimentación a menudo se compactan para mejorar sus propiedades de ingeniería. Las pruebas de compactación en laboratorio proporcionan la base para determinar el porcentaje de contenido de agua de compactación y moldeo necesario para lograr las propiedades de ingeniería requeridas, y para controlar la construcción a fin de garantizar que se alcancen los contenidos de agua y compactación requeridos. Los métodos de prueba como EN 13286-2, EN 13286-47, ASTM D698, ASTM D1557, AASHTO T99, AASHTO T180, AASHTO T193, BS 1377: 4 proporcionan procedimientos de prueba de compactación del suelo.

## En agricultura
La compactación del suelo en agricultura impide la aireación del suelo, el crecimiento de las raíces y la productividad agrícola.
Un proceso de compactación natural de la tierra, se da por la concentración del ganado, quedando la tierra compactada como una zona muerta de tierra descubierta de vegetación.
En agricultura se usa el arado o sistemas de explosión, para des-compactar la tierra, y que se de la aireación, teniendo el daño de aumentar la erosión.
En agricultura urbana o doméstica, se suele mezclar la tierra con perlita (piedra volcánica) para evitar la compactación, aunque los restos de material poroso como ladrillo o cerámica sin vidriar, servirían para facilitar la aireación y drenaje.